# Sciurus alleni
Sciurus alleni is een zoogdier uit de familie van de eekhoorns (Sciuridae). De wetenschappelijke naam van de soort werd voor het eerst geldig gepubliceerd door Nelson in 1898.

## Voorkomen
De soort komt voor in Mexico.